# Mary Allen Wilkes
Mary Allen Wilkes (Chicago, 25 settembre 1937) è un'informatica statunitense.
È nota in particolare per il suo contributo allo sviluppo del Laboratory Instrument Computer (LINC), riconosciuto da molti come il primo passo verso la progettazione dell'attuale "personal computer".

## Biografia

### Studi
Inizialmente orientata agli studi di giurisprudenza ma fortemente scoraggiata dalle grandi difficoltà riscontrate dalle donne nell'ambiente legale durante gli anni cinquanta, Mary Allen Wilkes conseguì la Laurea in Filosofia presso il Wellesley College (Massachusetts) nel 1959. Dopo avere lavorato per undici anni come programmatrice, tuttavia, Wilkes ottenne la laurea in Legge e divenne avvocato nel 1975.

### Carriera informatica

#### L'esperienza al MIT
Tra gli anni cinquanta e sessanta, la richiesta crescente di programmatori informatici portò le aziende a ricercare personale con grandi capacità logiche, estremamente meticolose e dotate di buone conoscenze in matematica: caratteristiche che gli stereotipi di genere del tempo portarono ad una maggiore predilezione per l'assunzione di donne in questo campo. In tale quadro socio-culturale, la Wilkes ottenne subito dopo il conseguimento della Laurea il suo primo lavoro presso il MIT Lincoln Laboratory. Qui lavorò, sotto la direzione di Oliver Selfridge e Benjamin Gold, ai progetti IBM 704 e IBM 709.
Dal 1961 si unì al team di Wesley A. Clark, che proprio allora cominciava a dare avvio al progetto LINC. Nel gennaio del 1963 il gruppo di Clark si spostò presso il MIT di Cambridge, nel Massachusetts, istituendo il Center for Computer Technology in the Biomedical Sciences

#### Università Washington

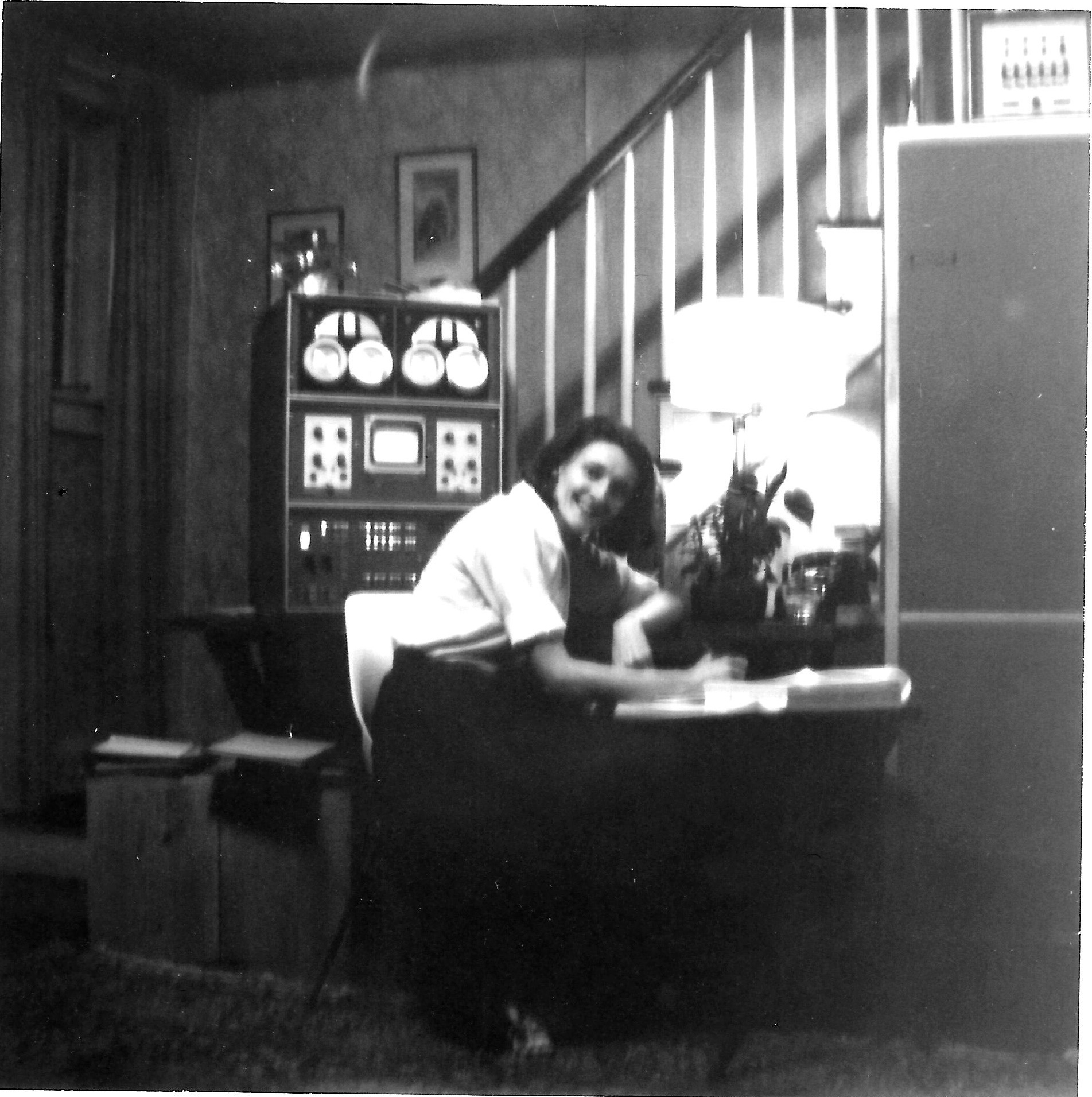
Mary Allen Wilkes lavora nella sua casa su un LINC (1965).

Nel 1964 il team di sviluppo del progetto LINC lasciò il MIT e costituì un nuovo laboratorio, il Computer Systems Laboratory presso l'Università Washington a Saint Louis. Qui il progetto ebbe il più significativo avanzamento, portando alla creazione di quello che viene comunemente considerato il primo personal computer della storia. Dal 1965, la Wilkes collaborò alla progettazione di un nuovo sistema operativo, il LAP6, in grado di creare e manipolare documenti in modo altamente interattivo, grazie all'uso di monitor e tastiera. La potenza di calcolo raggiunta dal LINC, inoltre, consentì alla Wilkes di lavorare, per la prima volta nella storia, direttamente da casa.

### Carriera legale
“I also really finally got to the point where I said, ‘I don’t think I want to do this for the rest of my life’”. Questa dichiarazione della Wilkes chiarisce il motivo per cui nel 1972 abbandonò il campo dell'informatica per riabbracciare il desiderio di lavorare nel campo dell'avvocatura. Dopo avere frequentato la Harvard Law School, infatti, esercitò per molti anni come avvocato, occupandosi spesso di cause legali legate al campo dell'informatica.